# Alun Wyn Jones
Alun Wyn Jones (Swansea, 19 settembre 1985) è un ex rugbista a 15 britannico, internazionale per il Galles, che giocava seconda linea negli Ospreys.
Il 31 ottobre 2021, giocando contro la Scozia, è diventato il giocatore di rugby a 15 con più presenze internazionali (152), superando il record di Richie McCaw (148). È inoltre il giocatore gallese con più presenze internazionali nel Galles (149).

## Biografia
Originariamente era un flanker, anche se in seguito ha dimostrato di essere più adatto al ruolo che ricopre adesso.
Dopo aver giocato per il Galles under 21, ha fatto il suo esordio per la nazionale maggiore l'11 giugno 2006 contro l'Argentina. Con il Galles ha preso parte alla Coppa del Mondo 2007 e alla vittoria con il Grande Slam nel Sei Nazioni 2008.

## Palmarès
- Pro12: 3
Ospreys: 2006-07, 2009-10, 2011-12
- Coppe Anglo-Gallesi: 1
Ospreys: 2007-08
- Sei Nazioni: 5
Galles: 2008, 2012, 2013, 2019, 2021